# Christian Bonilla
Christian Eduardo Bonilla Ramos (n. Choloma, Cortés; 3 de mayo de 1992) es un futbolista hondureño. Juega de mediocampista y su actual equipo es el Honduras Progreso de la Liga Nacional de Honduras.

## Trayectoria

### Atlético Choloma
Debutó en 2013 en la Liga de Ascenso de Honduras.

### Honduras Progreso
El 25 de abril de 2015, el DT José Alvarado, lo haría debutar en un partido contra Platense que finalizó con resultado favorable de 2-1. 

## Clubes
| Club              | País     | Año             |
| ----------------- | -------- | --------------- |
| Atlético Choloma  | Honduras | 2013 - 2014     |
| Honduras Progreso | Honduras | 2015 - Presente |

## Palmarés

### Campeonatos nacionales
| Título          | Club              | País     | Año  |
| --------------- | ----------------- | -------- | ---- |
| Torneo Apertura | Honduras Progreso | Honduras | 2015 |